# Акула-мако сіро-блакитна

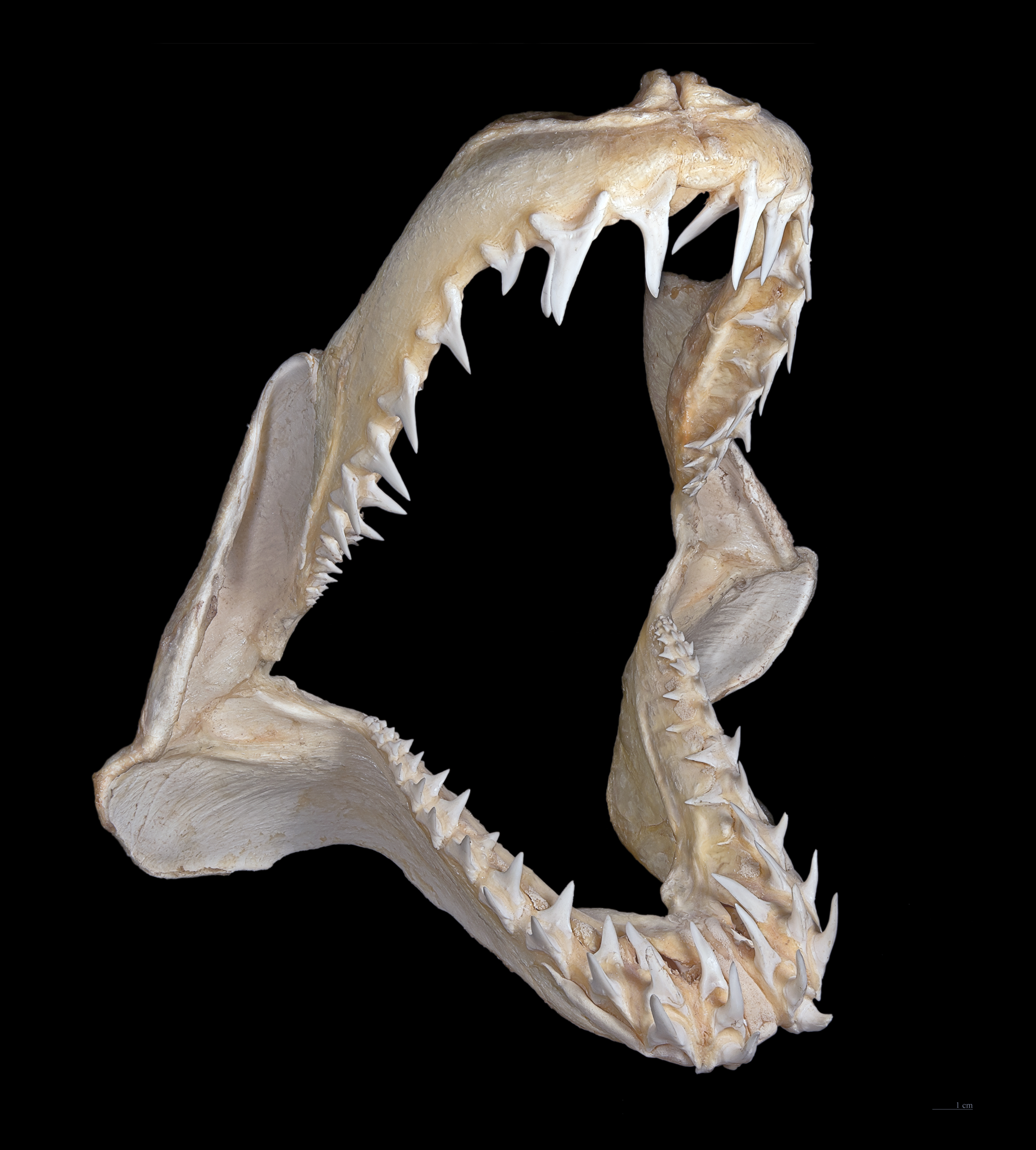
Isurus oxyrinchus

Акула-мако сіро-блакитна (Isurus oxyrinchus) — велика акула із родини оселедцевих акул. Є близькоспорідненим видом до довгоплавцевої мако (Isurus paucus). На відміну від довгоплавцевої мако для назви цієї акули найчастіше вживається родова назва — акула-мако. В пресі має помилкову назву «чорнокрила акула». Насправді такого виду, як «чорнокрила акула» не існує. Є найшвидшою акулою в світі.
Один з найбільш агресивних видів акул. Небезпечна для людини.

## Опис
За зовнішнім виглядом мако має гладеньку, довгувату форму з довгим конічним рилом. Мако має короткі грудні плавці і хвіст у формі півмісяця. Великий спинний плавець кріпиться окремо, другий спинний плавець значно менший, ніж перший. Зуби акули тонкі, злегка зігнуті, їх добре видно навіть при закритій пащі. Забарвлення акули маскувальне — зверху вона темно-синя, знизу біла.
Акула може досягати в довжину 4 м, тривалість її життя поки складно визначити, але приблизно вона живе до віку 11-23 років.
Як одна з найдинамічніших акул в океані, ця потужна риба може розвивати швидкість до 35 км/год(але існували випадки, коли хижак розвивав швидкість до 60 км/год) і може вистрибувати з води на висоту до 6 метрів.

## Харчування
Харчування акули базується в основному на кісткових рибах: макрель, тунець, риба-меч, а також інші акули, морська свиня і морські черепахи.

## Статевий цикл
Самиці акули зазвичай досягають статевої зрілості, коли довжина їх дорівнює 3 м. Ембріони, що розвиваються, харчуються незаплідненими яйцями в матці під час вагітності (15-18 міс.) (явище оофагії). Виживає 4-18 молодих акул. Вони народжуються в кінці зими або ранньою весною, досягаючи в довжину близько 70 см. Вважається, що самка протягом 18 місяців після появи маленьких акули не запліднюється, після чого знову виробляє яйцеклітину і чекає спарювання.

## Поширення
Мако досить поширені, в основному в тропічних і помірних прибережних водах. Вони надають перевагу не дуже глибоким водам, плавають близько до поверхні або ж на глибині не більше 150 м. Також вони люблять теплі води, рідко запливають в місця, де вода холодніша, ніж 16 градусів за Цельсієм.
Мако трапляється у всьому світі. У західній Атлантиці, їх можна знайти поблизу Аргентини і в Мексиканській затоці, а також неподалік від Нової Шотландії. У канадських водах ці акули зустрічаються не дуже часто. Справа в тому, що тут вода досить прохолодна для них. У водах, де водиться меч-риба, практично завжди буде акула-мако, оскільки меч-риба є для них основним джерелом харчування, а умови проживання у них досить схожі.